# Mohammed Al-Breik
Mohammed Al-Breik (Makkak, 15 de setembro de 1992), é um futebolista saudita que atua como lateral. Atualmente joga pelo Neom SC.

## Carreira
Foi convocado para defender a Seleção Saudita de Futebol na Copa do Mundo de 2018.

## Títulos
Al-Hilal
- Campeonato Saudita: 2016–17, 2017–18, 2019–20, 2020–21, 2021–22 e 2023–24
- Copa do Rei: 2017, 2019–20, 2022–23 e 2023–24
- Copa da Coroa do Príncipe: 2015–16
- Supercopa da Arábia Saudita: 2015, 2018, 2021 e 2023
- Liga dos Campeões da AFC: 2019 e 2021

### Prêmios individuais
- Seleção Masculina do Ano da Ásia (IFFHS): 2020[3]
- Seleção Masculina da Década da Ásia (IFFHS): 2011–2020[4]